# Ian Fleming (acteur)
Pour les articles homonymes, voir Fleming et Ian Fleming.
Ian Fleming (10 septembre 1888 — 1er janvier 1969) est un acteur d'origine australienne ayant joué dans plus de 100 films britanniques.
Parmi ses rôles notables au cinéma, Ian Fleming a interprété le Docteur Watson dans une série de films des années 1930 où Arthur Wontner tient le rôle du détective Sherlock Holmes.

## Filmographie sélective

### Enquêtes de Sherlock Holmes
- 1931 : The Sleeping Cardinal (titre américain : Sherlock Holmes' Fatal Hour)
- 1932 : The Missing Rembrandt (film perdu)
- 1935 : The Triumph of Sherlock Holmes
- 1937 : Silver Blaze (titre américain : Murder at the Baskervilles)

### Autres films
- 1934 : The Third Clue
- 1935 : The Riverside Murder
- 1935 : The Crouching Beast
- 1937 : Les Deux Aventuriers (Jump for Glory)
- 1939 : The Nursemaid Who Disappeared
- 1939 : Le lion a des ailes (The Lion Has Wings)
- 1942 : They Flew Alone
- 1942 : The Next of Kin de Thorold Dickinson
- 1945 : I Didn't Do It
- 1946 : Appointment with Crime
- 1952 : Hammer the Toff
- 1952 : Wings of Danger
- 1952 : The Voice of Merrill
- 1953 : Black Orchid
- 1953 : Park Plaza 605
- 1954 : Eight O'Clock Walk
- 1957 : Pilotes de haut-vol (High Flight)
- 1958 : Innocent Meeting
- 1960 : Your Money or Your Wife
- 1961 : Return of a Stranger
- 1962 : The Lamp in Assassin Mews